# Bośnia i Hercegowina na Mistrzostwach Świata w Lekkoatletyce 2017
Bośnia i Hercegowina na Mistrzostwach Świata w Lekkoatletyce 2017 – reprezentacja Bośni i Hercegowiny podczas Mistrzostw Świata w Londynie liczyła 3 zawodników, którzy nie zdobyli żadnego medalu.

## Rezultaty
| Zawodnik  | Konkurencja        | Eliminacje | Eliminacje | Półfinał | Półfinał | Finał    | Finał   |
| Zawodnik  | Konkurencja        | Rezultat   | Pozycja    | Rezultat | Pozycja  | Rezultat | Pozycja |
| --------- | ------------------ | ---------- | ---------- | -------- | -------- | -------- | ------- |
| Amel Tuka | Bieg na 800 metrów | 1:46,54    | 21.        | NQ       | NQ       | NQ       | NQ      |

| Zawodnik    | Konkurencja    | Kwalifikacje | Kwalifikacje | Finał | Finał   |
| Zawodnik    | Konkurencja    | Wynik        | Pozycja      | Wynik | Pozycja |
| ----------- | -------------- | ------------ | ------------ | ----- | ------- |
| Hamza Alić  | pchnięcie kulą | 18,95        | 32.          | NQ    | NQ      |
| Mesud Pezer | pchnięcie kulą | 19,88        | 21.          | NQ    | NQ      |